# Criterio de Ranson
El criterio de Ranson es una regla de predicción clínica para predecir la gravedad de la pancreatitis aguda. Fue introducido en 1974.
Una modificación de este sistema fue sugerida por Imrie y colaboradores.

## Uso
Esta escala está basado en la medición de 11 factores. 5 controlados en la admisión y 6 revisados a las 48 horas. La presencia de 3 o más de los siguientes factores predicen un mayor riesgo de muerte o la gravedad de la enfermedad con una sensibilidad del 60-80%. 
Parámetro presente = 1 punto

Parámetro ausente = 0 puntos
| En la admisión | A las 48 horas |
| --- | --- |
| 1. Edad en años > 55 2. Recuento de glóbulos blancos > 16000 células/mm³ 3. Glucosa sérica (glucemia) > 10 mmol/L (> 200 mg/dL ó > 2.0 g/L) 4. AST/GOT sérica > 250 IU/L 5. LDH sérica > 350 IU/L | 1. Calcio sérico (Calcemia) < 2,0 mmol/L (< 8.0 mg/dL) 2. Caída del hematocrito > 10 % 3. Hipoxemia (Presión parcial de oxígeno PO2 < 60 mmHg) 4. BUN/Urea sérica (Uremia) incrementada ≥ 1.8 mmol/L (≥ 5 mg/dL) después de hidratación con fluidos intravenosos (IV) 5. Déficit de Bases > 4 mEq/L 6. Secuestro de fluidos > 6 L |

1. ↑  Desarrollo de alguno de estos criterios indican mal pronóstico

Algunos autores dan como válido si los factores se presentan en el lapso de las mencionadas 48 horas. El criterio para la asignación de puntos es que si se cumple un punto de ruptura en cualquier momento durante ese periodo de 48 horas, así que en algunas situaciones este puede calcularse poco después de la admisión. 
Otros autores ponen de manifiesto la limitaciones del Criterio de Ranson porque este sólo puede ser completado después de 48 horas.
Esto es aplicable para pancreatitis no causada por cálculos biliares.
Asimismo, la gravedad de la pancreatitis puede ser evaluada por alguno de los siguientes:
- APACHE II score ≥ 8
- Criterios de Balthazar en la tomografía computarizada de páncreas.
- Fallo de un órgano
- Necrosis pancreática sustancial (al menos 30% de necrosis glandular de acuerdo a Tomografía Computada con contraste)

## Interpretación
- Si el score ≥ 3 una pancreatitis severa es probable
- Si el score < 3 una pancreatitis severa es poco probable

| Puntaje | Mortalidad |
| ------- | ---------- |
| 0-2     | 2 %        |
| 3-4     | 15 %       |
| 5-6     | 40 %       |
| 7-8     | 100 %      |